# Acerodon leucotis
Acerodon leucotis é uma espécie de morcego da família Pteropodidae. Endêmica das Filipinas.